# Imma Tor Faus

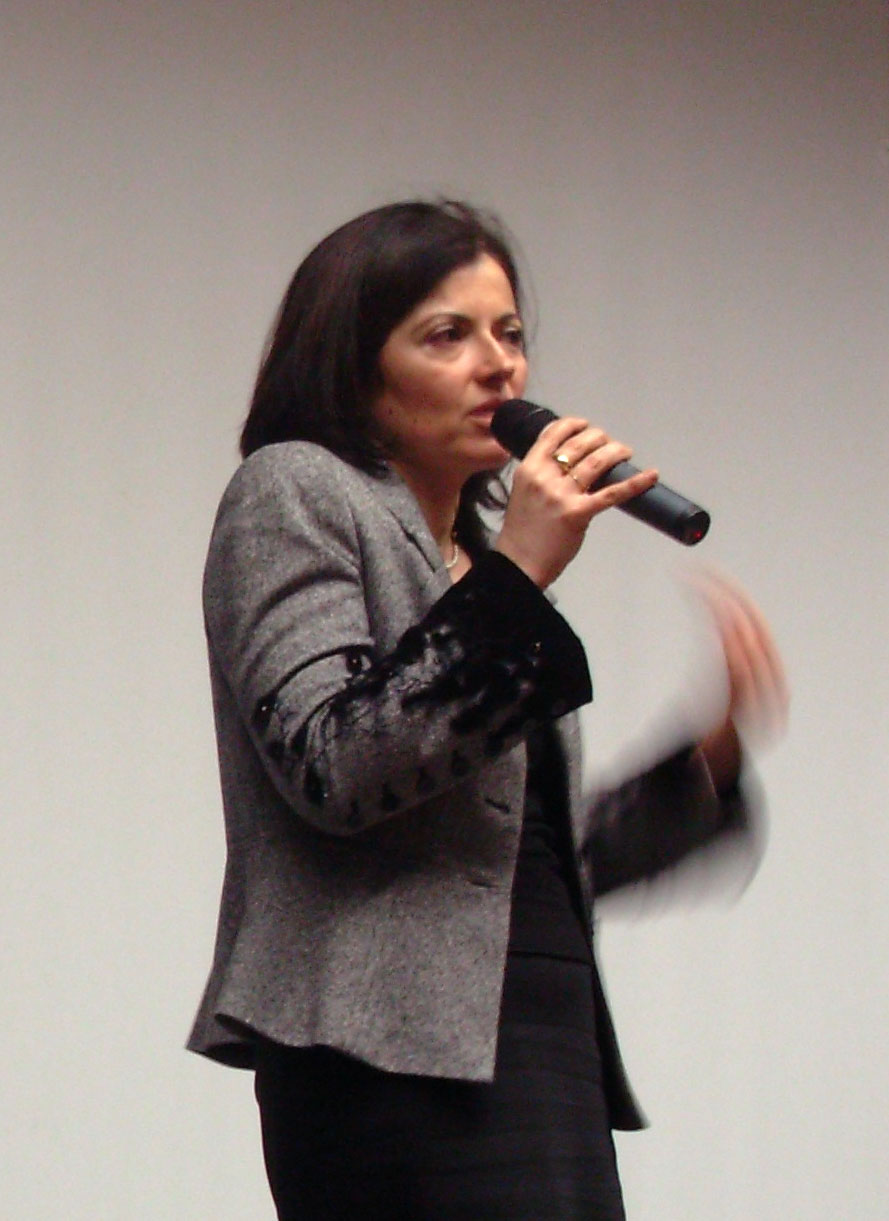
Imma Tor während einer Vorlesung, 2011

Imma Tor Faus (* 12. April 1966 in Sant Julià de Lòria) ist eine andorranische Diplomatin.

## Leben
Tor Faus besuchte das Lycée Comte de Foix und erhielt dort Juni 1984 ihren Baccalauréat (A2). Danach studierte sie an der Université de Toulouse-Le Mirail in Toulouse französische Sprache und Literatur. Nach Beendigung ihres Studiums wurde Tor Faus als Lehrerin tätig und arbeitete von 1990 bis 1998 als Französischlehrerin am Lycée Comte de Foix.
Oktober 1998 wurde Tor Faus ständige Vertreterin des Fürstentum Andorra im Europarat und blieb dies bis 2004. Im November 1999 erfolgte ihre Ernennung zur andorranischen Botschafterin in Frankreich, was sie bis Juli 2007 blieb. Während ihrer Zeit als Botschafterin in Frankreich bemühte sich Tor Faus um den Beitritt Andorras zu der Internationalen Organisation der Frankophonie und der Lateinischen Union. Nach der Aufnahme Andorras wurde Tor Faus die erste Vertreterin des Fürstentums bei diesen beiden Organisationen. Von 2004 bis 2007 vertrat Tor Faus Andorra bei der UNESCO und war von 2004 bis 2009 Repräsentantin des andorranischen Regierungschefs bei dem Ständigen Rat der Internationalen Organisation der Frankophonie. Seit September 2007 fungiert Tor Faus als Botschafterin in Brüssel, wo sie bei der Europäischen Union, Belgien, den Niederlanden, Luxemburg, Slowenien sowie der Organisation für das Verbot chemischer Waffen akkreditiert ist. Im November 2009 wurde sie auch andorranische Botschafterin für Deutschland, gab dieses Amt ab an Eva Descarrega Garcia.
Tor Faus spricht Katalanisch, Französisch, Spanisch und Englisch.